# ميركو فوتافا
ميركو فوتافا (بالألمانية: Miroslav Votava) ، من مواليد 25 أبريل 1956 ، لاعب كرة قدم ألماني سابق.
لعب مع منتخب ألمانيا لكرة القدم.

## مسيرته الكروية
لعب ميركو فوتافا خلال مسيرته الاحترافية مع 4 أندية في خمسة وعشرون موسمًا وسجل خلالها 55 هدفًا ضمن 738 مباراة. حيث فاز في ثلاثة مواسم بالكأس وفي موسمين بالدوري.
خاض ميركو فوتافا مسيرته مع نادي بوروسيا دورتموند للفورميلا في موسم 1974–75 ليلعب معه ثمانية مواسم، مشاركًا في 257 مباراة سجل خلالها 28 هدفًا. ثم انتقل إلى نادي أتلتيكو مدريد في موسم 1982–83 واستمر معه طيلة ثلاثة مواسم، حيث شارك في 96 مباراة سجل خلالها 9 أهداف. لينتقل بعدها إلى نادي فيردر بريمن في موسم 1985–86 ليلعب معه اثنا عشر موسمًا، مشاركًا في 357 مباراة سجل خلالها 18 هدفًا. ثم انتقل إلى VfB Oldenburg ‏ في موسم 1996–97 ولمدة موسمين، مشاركًا في 28 مباراة ولم يسجل أي هدف.

## روابط خارجية
- ميركو فوتافا على موقع الاتحاد الأوربي (الإنجليزية)
- ميركو فوتافا على موقع قاعدة بيانات كرة القدم.إي يو (الإنجليزية)
- ميركو فوتافا على موقع بيانات كرة القدم. دي إي (الألمانية)
- ميركو فوتافا على موقع ناشيونال فوتبول تيمز (الإنجليزية)
- ميركو فوتافا على موقع عالم كرة القدم.نت (الإنجليزية)